# Un like para...
Un like para... es un programa de televisión en formato de talk-show presentado, dirigido y producido por Tamara Gorro y emitido por Be Mad y Mtmad. El programa fue estrenado el 1 de junio de 2018.

## Sinopsis
Es un programa de entrevistas presentado por Tamara Gorro en el que la presentadora conversará cada semana con personalidades de lo más dispares para conocer el lado más personal de los famosos y dejar de lado sus respectivas imágenes públicas.
La primera temporada, estrenada el 1 de junio de 2018, contó con 4 episodios y con Albert Rivera, Pastora Soler, Patry Jordan y Marcelino García Toral como invitados. Al finalizar ésta, la propia presentadora confirmó a través de las redes sociales la renovación del programa por una segunda temporada que se estrenaría próximamente.

## Equipo
- Presentadora - Tamara Gorro

## Temporadas y episodios
| Temporada | Temporada | Episodios | Estreno            | Final               |
| --------- | --------- | --------- | ------------------ | ------------------- |
|           | 1         | 4         | 1 de junio de 2018 | 22 de junio de 2018 |

### Temporada 1 (2018)
| Programa | Fecha               | Día     | Invitados              |
| -------- | ------------------- | ------- | ---------------------- |
| 01       | 1 de junio de 2018  | Viernes | Albert Rivera          |
| 02       | 8 de junio de 2018  | Viernes | Pastora Soler          |
| 03       | 15 de junio de 2018 | Viernes | Patry Jordan           |
| 04       | 22 de junio de 2018 | Viernes | Marcelino García Toral |